# Karshomyia alata
Karshomyia alata är en tvåvingeart som beskrevs av Fedotova och Vasily S. Sidorenko 2004. Karshomyia alata ingår i släktet Karshomyia och familjen gallmyggor. Inga underarter finns listade i Catalogue of Life.